# Tepetate
Tepetate es el nombre que recibe un horizonte del suelo endurecido, considerado a veces como un material paralitológico —es decir, similar a roca— y característico de las zonas volcánicas de América. Por su alto contenido de arcilla, el tepetate absorbe grandes cantidades de agua, tiene poca fertilidad y se endurece cuando pierde humedad. Puede encontrarse subyaciendo la superficie, o bien, aflorar en algunas zonas. Representa un gran obstáculo para el desarrollo de las actividades agrícolas por sus características, pero tiene algunos usos en la industria de la construcción.

## Etimología y nombres alternativos
El término tepetate deriva del vocablo náhuatl tepétatl, que designa este tipo de terreno. Probablemente, significa estera de piedra, de los vocablos tetl 'piedra' y pétatl 'petate'. En otros países de habla hispana, el tepetate recibe diversos nombres. En América Central, se conoce como talpetate; en Argentina, Colombia y Perú, se llama duripan o hardpán; en el Ecuador, Perú y Chile, cangagua, y en este último país, también se denomina moromoro o ñadis.[cita requerida]

## Calles
- calle Tepetate, colonia La Cascada, delegación Álvaro Obregón, Ciudad de México.